# Battaglia di Landshut
La battaglia di Landshut venne combattuta il 21 aprile 1809, nel corso della guerra detta della Quinta coalizione.

## Svolgimento
La battaglia iniziò quando il generale Hiller si ritirò con circa 36 000 uomini dalla battaglia di Abensberg. Il comandante francese Lannes si convinse di avere una chance di attaccare questo grosso contingente dell'armata austriaca.
Alle forze di Lannes si unirono anche 57 000 uomini guidati da Masséna che riuscirono ad intercettare Hiller e bloccargli la possibilità di fuggire contenendo i danni. Gli austriaci combatterono con valore infliggendo ai francesi più perdite del previsto e lasciando l'esito della battaglia incerto fino all'arrivo dell'imperatore Napoleone.
Sotto la guida tattica dell'imperatore i francesi non ebbero problemi a piegare la resistenza austriaca e a vincere la battaglia.